# Jelena Lozančić
Jelena Lozančić (Zagabria, 26 marzo 1983) è una dirigente sportivo ed ex pallavolista serba naturalizzata francese, di ruolo centrale.

## Biografia
Figlia di Boban Lozančić, anch'egli pallavolista, si trasferisce in Francia all'età di 2 anni.
Dopo aver concluso la carriera, nel 2018 diventa presidente del club pallavolistico del Volero Le Cannet.

## Carriera

### Club
La carriera di Jelena Lozančić inizia nel 1993 nelle giovanili del Vannes, per poi passare, sempre nelle formazione giovanili, prima al RC Cannes, nel 1996, e poi nella squadra federale del IFVB, nel 1998.
Nella stagione 2001-02 esordisce in Pro A con il Villebon, conquistando la Coppa di Francia 2001-02 e la Top Teams Cup 2002-03. Nella stagione 2003-04 viene ingaggiata dal RC Cannes, sempre in Pro A: resta legata al club della Costa Azzurra per quattro annate, vincendo quattro Coppe di Francia e quattro campionati, oltre ad un secondo posto nell'edizione 2005-06 della Champions League. 
Nella stagione 2007-08 si trasferisce al Panathīnaïkos, militante in A1 Ethnikī, dove, nella prima annata di permanenza, ottiene la vittoria della coppa nazionale e dello scudetto: nel dicembre 2008, a seguito di un infortunio a un tendine della spalla, rescinde il contratto con la squadra greca.
Ritorna in campo per la stagione 2009-10, vestendo la maglia del Le Cannet, mentre nell'annata successiva difende nuovamente i colori del club di Cannes, sempre in Ligue A, con cui ottiene il successo in tre edizioni della Coppa di Francia e del campionato: al termine della stagione 2012-13 annuncia il suo ritiro dall'attività agonistica.

### Nazionale
Ottiene la nazionalità sportiva francese nel 2002, debuttando nella nazionale maggiore della Francia nello stesso anno. Partecipa a tre edizioni consecutive, quelle del 2007, 2009 e 2011, del campionato europeo, ottenendo come miglior risultato l'ottavo posto nell'edizione 2007. Nel 2011 arriva al sesto posto all'European League: proprio in questa competizione ottiene le ultime convocazioni, nell'edizione 2012, senza però essere mai messa a referto.

## Palmarès

### Club
- Campionato francese: 7

2003-04, 2004-05, 2005-06, 2006-07, 2010-11, 2011-12, 2012-13
- Campionato greco: 1

2007-08
- Coppa di Francia: 8

2001-02, 2003-04, 2004-05, 2005-06, 2006-07, 2010-11, 2011-12, 2012-13
- Coppa di Grecia: 1

2007-08
- Top Teams Cup: 1

2002-03